# Luis Cangá
Luis Cangá (Guayaquil, 1995. június 15. –) ecuadori labdarúgó, az LDU Quito hátvédje.